# Storia di Rasselas, principe di Abissinia
Storia di Rasselas, principe di Abissinia, spesso abbreviato in Rasselas, è un romanzo breve sul tema della felicità scritto da Samuel Johnson. Il titolo originale del libro era "The Choice of Life" [La scelta di vita]. Johnson scrisse questo racconto per aiutare la madre gravemente malata ponendosi come termine per completarlo la data del 22 gennaio 1759 (data che coincise con la vigilia della morte di sua madre). La prima edizione del libro uscì in Inghilterra nell'Aprile 1759. Si ritiene che Johnson abbia ricevuto per i diritti d'autore un totale di £75. La prima edizione Americana risale al 1768. Il frontespizio di questa edizione riportava una citazione, inserita dall'editore Robert Bell, di La Rochefoucauld: «Il lavoro o l'esercizio fisico ha liberato l'uomo dalle angustie della mente; è questa la felicità dei poveri».
Johnson seguì la moda delle ambientazioni esotiche. Nel 1735 tradusse A Voyage to Abyssinia, un resoconto di viaggio del gesuita portoghese Jeronimo Lobo, e lo utilizzò come base per quello che è stato descritto come un "romanzo filosofico". Dieci anni prima di scrivere Rasselas aveva pubblicato La vanità degli umani desideri in cui viene descritta l'inevitabile sconfitta di tutte le ambizioni mondane. Rasselas sin dall'inizio venne ritenuto un lavoro filosofico e dai risvolti pratici, per questo i critici  spesso evidenziano la difficoltà di classificarlo come un romanzo. Johnson fu uno strenuo oppositore dello schiavismo, riverito dagli abolizionisti. Il nome Rasselas venne adottato dagli schiavi liberati.

## Panoramica del libro
Mentre la storia per il tema trattato è simile a Candido di Voltaire — riguardano entrambi due giovani che viaggiando in compagnia di famosi maestri si imbattono nelle umane sofferenze e le esaminano per cercare di capire quale sia la causa della felicità — differisce nettamente per gli interessi di fondo. Voltaire faceva una satira diretta ad un'opera molto letta di Gottfried Leibniz, la Theodicea, in cui il filosofo tedesco sostiene che il mondo, non importa come lo si possa percepire, è necessariamente il "migliore dei mondi possibili", Rasselas, invece, affronta direttamente la questione se l'umanità sia in sé stessa capace di raggiungere la felicità. Johnson, da scrittore credente, non usa i suoi personaggi per mostrare, come fa Voltaire, l'impraticabilità di una risposta religiosa al problema e pur svolgendosi la storia in modo arguto e chiaro non è una satira, come lo è Candido.

## La vicenda
La vicenda riguarda Rasselas, figlio del re di Abissinia (moderna Etiopia), che lascia la sua casa in compagnia della sorella, Nekayah, e di un filosofo, Imlac, per scoprire il segreto di una vita felice. La sua osservazione di altri tipi di persone lo porta infine alla conclusione che non c'è una via facile per la felicità, e così fa ritorno in Abissinia insieme ai suoi compagni.

## Famose citazioni
Di seguito alcune delle più note citazioni tratte da Rasselas:
- «Be not too hasty...to trust or to admire, the teachers of morality: they discourse like angels, but they live like men.»[2]

[Non siate troppo frettolosi... nel dar fiducia o nel lodare i maestri di moralità: essi discorrono come angeli, ma vivono come uomini.]
- «The truth is, that no mind is much employed upon the present: recollection and anticipation fill up almost all our moments.»[3]

[La verità è che nessuna mente è molto adoperata sulle cose presenti: il ricordo del passato e le previsioni del futuro riempiono quasi tutti i nostri momenti.]
- «A youth or maiden meeting by chance, or brought together by artifice, exchange glances, reciprocate civilities, go home, and dream of one another. Having little to divert attention, or diversify thought, they find themselves uneasy when they are apart, and therefore conclude they shall be happy together.»[4]

[Un incontro fra giovani casuale, o appositamente organizzato, gli sguardi si incrociano, scambio di cortesie, ritornare a casa e sognarsi l'un l'altra. Avendo ben poco per distogliere l'attenzione o diversificare il pensiero, essi si trovano a disagio quando sono lontani e quindi concludono che saranno felici insieme.]
- «Of the uncertainties of our present state, the most dreadful and alarming is the uncertain continuance of reason.»[5]

[Delle incertezze del nostro stato attuale, la più terribile e agghiacciante è l'incertezza del persistere della ragione.]
- «He that has much to do will do something wrong, and of that wrong must suffer the consequences; and, if it were possible that he should always act rightly, yet when such numbers are to judge of his conduct, the bad will censure and obstruct him by malevolence, and the good sometimes by mistake.»[6]

[Colui che ha molto da fare di certo farà qualcosa di sbagliato, e di quello sbaglio ne subirà le conseguenze; e pur se fosse possibile che agisse sempre correttamente, tuttavia, allorché sulla base di tali capacità verrà giudicato il suo comportamento, il malvagio lo criticherà e lo ostacolerà per livore, il buono, invece, per errore.]

## Influssi
Irvin Ehrenpesis vede in Rasselas, esiliato dalla Valle Felice, un attempato Johnson che riflette sulla giovinezza perduta. Rasselas è stato anche considerato come una riflessione sulla melancolia di Johnson proiettata sul mondo esterno, in particolare per la coincidenza della morte di sua madre. Hester Lynch Piozzi vide in parte Johnson nel personaggio Imlac che è respinto nel suo tentativo di approccio ad una classe sociale superiore.
Thomas Keymer vede, al di là delle interpretazioni convenzionali di un romanzo a chiave, un'opera in cui si riflette la situazione geopolitica del mondo nel 1759, l'anno di pubblicazione di Rasselas: l'anno in cui «la Gran Bretagna diventa padrona del mondo». In Rasselas si esprime ostilità verso il nascente imperialismo dell'epoca e si rigettano gli stereotipi punti di vista “orientalisti” che giustificavano il colonialismo. Johnson si era considerato un profeta dell'opposizione all'imperialismo, infatti descrisse la guerra Anglo-Francese in Nord America come una disputa di due ladroni sulla spartizione della refurtiva.

## Retaggio

### Letteratura
Rasselas è menzionato numerose volte in famose opere letterarie successive.
- Jane Eyre di Charlotte Brontë - Helen Burns legge il racconto.
- Cranford by Elizabeth Gaskell - Il Capitano Brown (che legge il 'Circolo Pickwick') parla male di Rasselas, così offende Miss Jenkyns (che è una grande ammiratrice di Johnson).
- Rasselas è letto da Hepzibah Pyncheon in La casa dei sette abbaini di Nathaniel Hawthorne.
- Rasselas è stato letto dall'esploratore Henry Morton Stanley, come riferisce Tim Jeal nella biografia Stanley - The Impossible Life of Africa's Greatest Explorer.
- Piccole donne di Louisa May Alcott - il libro viene fatto cadere sul pavimento da Jo March mentre parla con Mr Laurence dello scherzo fatto a suo nipote Laurie.
- Middlemarch di George Eliot - il libro piace al piccolo Lydgate, unitamente ai Viaggi di Gulliver, il dizionario e la Bibbia.
- The Man Who Kept His Money in a Box racconto di Anthony Trollope in cui l'autore paragona la valle felice in cui vive Rasselas alle vallate color smeraldo del nord Italia.

## Traduzione in italiano
- Storia di Rasselas principe d'Abissinia, Livorno: G.P. Pozzolini, 1825.
- Storia di Rasselas principe di Abissinia, (a cura di V. Orsenigo), Palermo: Sellerio Editore, 1994, ISBN 978-88-317-8717-8.
- Rasselas principe di Abissinia. Testo inglese a fronte, (a cura di G. Sertoli), Venezia: Marsilio Editori, 2005, ISBN 88-389-0996-2.